# Ksenija
Ksenija je žensko osebno ime.

## Izvor imena
Ime Ksenija izhaja iz latinskega imena Xenia, to pa iz grškega Ξενια (Ksenía). Grško ime se povezuje z grško besedo ξενια (ksenía) v pomenu »gostoljubnost, gostoljuben sprejem, pogostitev«. Ksenija naj bi torej imela prvotni pomen »gostoljubna«.

## Različice imena
- ženske zazličice imena: Ksenia, Ksenča, Ksenja, Sena, Senia, Senija, Senita, Senja, Senka,
- moška različica imena: Ksenjo

## Pogostost imena
Po podatkih Statističnega urada Republike Slovenije je bilo na dan 31. decembra 2007 v Sloveniji število ženskih oseb z imenom Ksenija: 2.186. Med vsemi ženskimi imeni pa je ime Ksenija po pogostosti uporabe uvrščeno na 119. mesto.

## Osebni praznik
V koledarju je ime Ksenija zapisano pri imenu Poliksena, ki goduje 23. septembra (Poliksena, devica).

## Zanimivost
Po grški besedi ξενια (ksenía) je nastal izraz ksénije »napisnice, zabavljice (pesniške) puščice«.